# Derek Wall
Derek Wall – brytyjski ekonomista, działacz ekologiczny, polityk Partii Zielonych Anglii i Walii (GPEW). Autor książek propagujących perspektywę ekosocjalistyczną.
Ukończył archeologię na Uniwersytecie Londyńskim. Doktorat obroniony na University of the West of England poświęcił polityce brytyjskiej organizacji ekologicznej Earth First!. Wykłada ekonomię polityczną na Duff Miller oraz na Goldsmiths College (Uniwersytet Londyński).
W Partii Zielonych Anglii i Walii działa od 1980. W latach 2006–2008 był jednym z dwojga głównych rzeczników partii.
Pisze bloga "Another Green World".